# لبش
لبش، شخصية أسطورية نارتية، يتردد ذكرها في الملاحم الشركسية، وهو حداد، تحاط شخصيته بشيء من الهيبة ويبدو في بعض الروايات أنه يتمتع بشخصية قيادية تتصف بشيء من الحكمة. لبش كان مقرباً من ستناي، سيدة النارتيين، وهو الذي أشرف على ولادة ساوسروقة بطل أساطير نارت الشركسية. وتقارن شخصية لبش في الأساطير اليونانية بشخصية هيفيستوس فهو نارتي قوي وقيادي حكيم.